# 喧哗两成败
喧哗两成败是日本室町幕府时代后期至江户时代前期的法律原则之一：在发生武力争斗后，不论争斗的因由、对错，对双方施以同等处罚。

## 历史

### 背景
日语中“喧哗”指争斗，当代一般指斗殴行为；而古代日语中“喧哗”最初指的是家族、村落之间纷争一类的骚乱。日本从战国时代起，社会变得不安定，武家领地的纷争（境相论）通常不通过诉讼而以实力解决（自力救济），领主之间的争斗频发。当时的文化中人们重视以眼还眼、以牙还牙的平衡。施以报复的一方认为是等价索偿，但被报复的一方常常觉得不公平，从而常有连环往复的报复行动。“喧哗两成败”原则照顾当事双方的同等损害认知，同时力图迅速阻止领地纷争，恢复秩序。此时的喧哗两成败仅针对关于领地的武力争斗。并非“所有的争端都应同等处罚”，而是“私自以武力解决的当以施以同等处罚”:69,119-120,197。
针对领地纷争不论因由是非进行均等惩罚的规定可以追溯到1352年（观应3年）9月18日室町幕府制定的《建武式目追加》的第60条，但此规定仅限于不经幕府裁决自行武力解决的领地纷争。随着社会的发展，人们越来越强调双方同罪、单纯公平的原则，最终同等惩罚的原则从单纯的领地纷争扩大到一切争斗。

### 确立
喧哗两成败作为法令最早的成文记录是1445年（文安2年）4月以藤原伊势守名义发布的高札，内容为:168。
进入战国时代后，喧哗两成败也见于一些大名制定的分国法。例如骏河今川家的《今川假名目录》中规定，“喧哗（争斗）者不论理由是非，双方皆论死罪”；“对方挑起争斗时，也当忍耐，……不论如何行事言行必须冷静，遵守事理，……如此则可免罪”。甲斐武田家的《甲州法度次第》则规定，“喧哗不论缘由皆当处罚。对方挑起争斗时忍耐不发者可免”。需要注意的是，分国法有10余种，但包含喧哗两成败原则的仅有今川、武田以及土佐长宗我部氏三家。未制定分国法的大名家虽然也有不少应用了喧哗两成败的独立法令，但通常是为了确立大名的裁判权力，抑制私斗，阻止自力救济，而非将喧哗两成败定为原则:183-185。

### 近现代
喧哗两成败作为习惯法一直持续到江户时代前期。在第4代将军德川家纲时期，文治政治取代了武断政治。日本历史上武士复仇的经典案例赤穗事件就发生在这一时期，以此事件为引子，儒学者对喧哗两成败进行了批判。儒学者认为该原则不论是非，同罪论处，过于粗暴；连行事符合道理的一方也被看作错误，是不合理的。
在二战之前的日本，法律审判上仍有在正当防卫相关案例中援引喧哗两成败规则的例子。在当代日本，在裁决儿童之间的争斗时，教师和家长也常有使用喧哗两成败规则的情况。